# Lennart Bromander
Lennart Bromander, född 27 juli 1945, är en svensk litteratur- och operakritiker.
Bromander avlade en fil. kand.-examen vid Uppsala universitet 1968. Han började som musikskribent på Gefle dagblad redan under sin gymnasietid och har därefter framför allt skrivit för Aftonbladet, men även för andra tidningar som Arbetarbladet, Arbetet och Tidskriften Opera.
1962 och 1964/65 deltog Bromander i radiotävlingen Vi som vet mest som medlem i lag från Gävle högre allmänna läroverk. 1964 utgjorde Bromander tillsammans med musikdirektören Ingvar Mårelius och tonsättaren Bo Linde ett lag från Gävle i frågetävlingen Musikfrågan (senare kallad Kontrapunkt).
Lennart Bromander är far till den tidigare statssekreteraren Erik Bromander.